# Objętość
Objętość – miara przestrzeni, którą zajmuje dane ciało w przestrzeni trójwymiarowej. W układzie SI jednostką objętości jest metr sześcienny, jednostka zbyt duża do wykorzystania w życiu codziennym. Z tego względu najpopularniejszą w Polsce jednostką objętości jest jeden litr (l) (1 l = 1 dm3 = 0,001 m³)

## Przeliczanie objętości
W krajach anglosaskich układ jednostek SI nie jest stosowany. W niektórych sytuacjach (np. w przepisach kulinarnych) również w Polsce stosowane są pozaukładowe jednostki objętości.
Przykładowe współczynniki do przeliczania zwyczajowych jednostek objętości:
- 1 galon angielski = 4,564 l = 0,004564 m³
- 1 galon amerykański = 3,785 l = 0,003785 m³
- 1 łyżka = 15 ml = 15 cm3 = 15 * 10-6 m³
- 1 łyżeczka = 5 ml = 1/3 łyżki = 5 * 10-6 m³
- 1 baryłka ropy naftowej (1 bbl) = 158,987 l = 0,158987 m³
- 1 szklanka = 250 ml = 0,25 l = 0,00025 m³

## Objętość w termodynamice
W termodynamice objętość zajmowana przez dany układ jest jednym
z jego parametrów stanu; objętość właściwa jest funkcją stanu układu.